# Алгодан
Алгодан (порт. Algodão, 1 березня 1925 — 10 березня 2001) — бразильський баскетболіст.
Бронзовий призер Олімпійських Ігор 1948, 1960 років, учасник 1952, 1956 років.
Бронзовий призер Панамериканських ігор 1951, 1955, 1959 років.
Чемпіон світу 1959 року, срібний призер 1954 року.